# ساندي شريف
ساندي شريف (بالإنجليزية: Sandy Shreve)‏ (13 أغسطس 1950)؛ كاتِبة وشاعرة كندية.